# オリヴィア・アレクサンダー
オリヴィア・アレクサンダー（Olivia Alexander、1988年5月17日 - ）は、アメリカ合衆国の女優、歌手、ダンサー。映画『アタック・オブ・ザ・50フィート・チアリーダー』と『ドラゴン・タトゥーな女 in パラノーマル・アクティビティ』でメインキャストの一人を演じている。アレクサンターの4曲入りデビューミニアルバム「Its On」は、映画のタイトル曲「Attack Attack」も含め、『アタック・オブ・ザ・50フィート・チアリーダー』の中で大きく取り上げられた。
2011年、オキシジェンネットワーク用に作成された番組で、自分自身の役で主演している。2007年には、MTVの「パンクト」やSpike TVの「Wild World of Spike」に出演している。また、テレビ番組「So You Think You Can Dance」では最終選考まで残り、優勝を争った。

## 経歴

### 幼少期からデビューまで
ルイジアナ州ドナルドソンビルに生まれる。本名オリヴィア・ユージー。2歳の時にはすでに、子供のモデルとしてまた商業女優として活躍していた。6歳の時に出場した美人コンテストでエージェントに見出されて可能性があると教えられてからは、ロサンゼルスでオーディションを受けるようになったのだが、うまく行かなかった。13歳の時に、改めてロサンゼルスに出てようやくオーディションに合格、ジョナス・ブラザーズ、スティーヴ・ホリィ、ジャーメイン・デュプリといった人達のミュージック・ヴィデオに出演するようになった。
ロサンゼルスのロヨラメリーマウント大学に通い、コミュニケーション論を学んだ。

## 参照
1. ↑  
“It's On – Olivia Alexander”. Last.fm.  London, UK:  Last.fm Ltd. (2012年7月10日). 2013年8月2日閲覧。
2. ↑  
Jason Bene (2012年8月9日). “Olivia Alexander’s ‘It’s On’ from Attack of the 50 Foot Cheerleader 3D”. KillerFilm. 2013年8月1日閲覧。
3. ↑  
Jason Hughes (2011年12月21日). “'Love Scouts': Tanner Shows How To Lose A Girl In 10 Seconds”. The Huffington Post. 2013年8月1日閲覧。
4. ↑  
“Punk'd Full Episode Video - Ep. 803”. MTV.   Viacom International Inc. (2007年4月24日). 2013年8月1日閲覧。
5. ↑  
Brett Love (2007年6月7日). “So You Think You Can Dance: Vegas”. The Huffington Post. 2013年8月1日閲覧。
6. ↑  
Anonymous author (date unknown). “Olivia Alexander (I) - Biography”. Internet Movie Database (Amazon.com). 2013年8月1日閲覧。
7. ↑  
Michael Tortorich (2013年1月21日). “Parish Profile: Olivia Alexander”. The Creole Online Newspaper. 2013年8月1日閲覧。